# Nemoura monticola
Nemoura monticola är en bäcksländeart som beskrevs av Raušer 1965. Nemoura monticola ingår i släktet Nemoura och familjen kryssbäcksländor. Inga underarter finns listade i Catalogue of Life.